# Бријан-Келогов пакт
Бријан-Келогов (или Келогов) пакт или Париски пакт – званично Општи уговор о одрицању од рата као инструмента националне политике од 27. августа 1928. године представља врхунац мировне дипломатије јер се њиме одриче од рата као оруђа националне политике. Назив је добио по француском министру иностраних послова Аристиду Бријану и америчком државном секретару Френку Келогу који су потписали пакт. Пакт су потписале Немачка, Француска и Сједињене Државе 27. августа 1928, а убрзо након тога и већина других држава. Под покровитељством Француске и САД, пакт је назван по својим ауторима, државном секретару САД Френку Б. Келогу и француском министру спољних послова Аристиду Бријану. Пакт је закључен ван Лиге народа и остаје на снази.
Уобичајена критика је да Бријан-Келогов пакт није испунио све своје циљеве, али је вероватно имао извесни успех. Он није био у стању да спречи Други светски рат, али је био база за суђење и погубљење нацистичких вођа 1946. Штавише, објављени ратови су постали веома ретки након 1945. године. Исмеван је због морализма, легализма и недостатка утицаја на спољну политику. Пакт није имао механизам за спровођење, а многи историчари и политиколози га виде као углавном ирелевантног и неефикасног. Ипак, пакт је послужио као правни основ за концепт злочина против мира, за који су Нирнбершки и Токијски процес судили и погубили највише лидере одговорне за почетак Другог светског рата.
Сличне одредбе као и оне у Бријан-Келоговом пакту касније су уграђене у Повељу Уједињених нација и друге уговоре, што је довело до активније америчке спољне политике која је почела потписивањем пакта.

## Предлози
Иницијатива за предлог тог новог мировног пакта потекла је од Бријана, министра иностраних послова Француске. Дана 6. априла 1927. године у вези са десетогодишњицом ступања САД у Први светски рат хиљаде америчких ветерана који су се борили на Западном фронту допутовале су на позив француске владе у Париз. Тим поводом Бријан је дао изјаву о пријатељским осећањима Француске према САД и о спремности француске владе да са овом земљом потпише било какву узајамну обавезу која би, по америчком мишљењу, имала за циљ да се рат стави ван закона. 
Дана 20. јуна 1927. године Бријан је америчком амбасадору у Паризу предао ноту са нацртом француско-америчког уговора о вечном пријатељству. Француска влада рачунала је да ће склапањем таквог уговора обезбедити себи подршку САД при учвршћењу франка, уредити своје дужничке обавезе према Америци и уопште учврстити свој војно-политички положај у случају ратног заплета у Европи. Са своје стране америчка дипломатија настојала је да Бријанову идеју искористи за интересе унутрашње и спољне политике САД. САД су тежиле да повећају свој спољнополитички углед јер америчка влада није заборавила какав пораз је њена политика доживела након Првог светског рата. Руководилац државног департмана САД Келог тежио је да Сједињеним Америчким Државама прибави положај међународног арбитра. У периоду избора за председника САД и за чланове Конгреса будући пакт је представљан као плод мирољубиве иницијативе саме америчке владе. Дана 28. децембра 1927. године Келог је саопштио Бријану да влада САД са задовољством прихвата француски предлог. Али она не сматра за могуће да закључи уговор о вечном миру само са Француском. Потребно је постићи да се све главне силе придруже једном пакту помоћу кога би се те силе одрекле рата као оруђа националне политике. 
У Француској је амерички одговор изазвао велико разочарање. Многострани уговор који је предложио Келог претио је да ослаби значај уговора које је француска дипломатија раније закључила и да разори француски систем савеза. Осим тога он је наносио и штету престижу Друштва народа супротстављајући му нову коалицију европских држава-потписница пакта. 
Дипломатска преписка која је затим уследила између Француске и САД одразила је тежњу француске дипломатије да уклони измене у првобитном нацрту пакта које Француској нису биле по вољи. Келогу је предлагано да се закључи такав уговор између Француске и САД који би забранио сваку нападачки рат. Касније би се њему придружиле све остале државе. У француској ноти била је једна карактеристична ограда - да нови пакт не укида раније закључене савезе и не анулира обавезе које предвиђа пакт Друштва народа, Локарнски споразуми и други међународни акти. 
Амерички дипломати наслутили су да француска дипломатија иде за тим да за себе задржи право примене оружане силе за циљеве своје спољне политике. Келог је одговорио да америчка влада заступа безусловно одрицање од рата као средства националне политике. Стога она не може да прихвати француске предлоге. 
Дана 13. априла 1928. године амбасадори Сједињених Америчких Држава у Уједињеном Краљевству, Немачкој, Италији и Јапану предали су владама тих држава ноте истоветног садржаја са питањем шта мисле о суштини америчко-француског спора. Њима су такође били предати првобитни Бријанов пројекат, дипломатска преписка државног департмана са француском владом и амерички пројекат уговора о забрани рата. 
Као прва од упитаних држава одговорила је Немачка. У ноти од 17. априла 1928. године она је похитала да се изјасни у корист америчког предлога. Немачка дипломатија ишла је за својом традиционалном тактиком: демонстрирати апсолутну мирољубивост Немачке и на тај начин одвратити пажњу јавности од поновне милитаризације Немачке.
Британска дипломатија, узнемирана активношћу САД, решила је да ојача англо-француске односе. Чемберленова нота од 19. маја 1928. године, указујући на одсуство битних противречности између оба пројекта, солидарисала се са француским пројектом. Ипак је британска влада задржала за себе право посебног тумачења обавеза које из пакта проистичу у погледу оних земаља у којима Велика Британија има посебне интересе. 
На тај начин Америка се нашла пред уједињеним фронтом англо-француске дипломатије. Да би избегла пропаст свога пројекта америчка влада је решила да попусти. Пројекат је измењен према најважнијим захтевима Француске и енглеске који су се састојали у томе да су дозвољени ратови у интересу одбране државе. 

## Споразум
Дана 28. јуна 1928. године влада САД разаслала је текст уговора о одрицању од рата свима учесницима Локарнског споразума и британским доминионима. Ускоро су га прихватиле све државе које су биле позване да буду учеснице у пакту. 
- Немачка 12. јула
- Француска 14. јула
- Италија 15. јула
- Пољска 17. јула
- Белгија 18. јула
- Велика Британија 18. јула
- Јапан 20. јула
- Чехословачка 20. јула

Церемонија потписивања Бријан-Келоговог пакта одржана је 27. августа 1928. године у Паризу уз учешће представника Белгије, Велике Британије, Италије, Јапана, Немачке, Пољске, Француске и Чехословачке. 
У првом члану пописнице пакта изјављивале су да:
Осуђују прибегавање рату ради решења међународних спорова и да га се одричу као оруђа међународне политике у својим међународним односима. 
Други члан је гласио да се приликом уређивања или решавања свих сукоба који се између страна уговореница могу појавити морају увек примењивати само мирољубива средства. Трећи је прописивао да је пакту могу приступити и друге државе. Саопштења о том приступању издаваће влада САД. 
Дана 26. септембра 1928. године скупштина Друштва народа је изгласала Генерални акт о арбитражи за мирно решавање сукоба. Тај уговор је предвиђао судски и арбитражни поступак за разматрање и уређење сукоба међу учесницима Келоговог пакта.

## СССР и Келогов пакт
Народни комесар иностраних послова СССР одржао је 5. августа конференцију за штампу о ставу совјетске владе према Бријан-Келоговом пакту. У саопштењу је истакнуто да је СССР узнемирен јер није позван у чланство у пакту. Комесар је истакао да је значај пакта умањен оградама које су у тај пакт унеле Француска и Британија. На овај начин СССР је принудио владе САД, Француске и Велике Братаније да изјаве да ће и СССР бити позван да потпише Келогов пакт. 
По добијању позива Народни комесаријат иностраних послова СССР је истакао своје незадовољство што није позван да учествује у преговорима, што у пакт нису позване државе попут Турске, Кине и Авганистана и што није унета ниједна одредба о разоружању. Такође су имали замерке на нејасне формулације забране рата која допушта различито тумачење. Упркос свим противљењима, совјетска влада је 6. септембра изјавила да је спремна да потпише пакт.

## Ефекат и наслеђе
Бријан-Келогов пакт из 1928. закључен је ван Лиге народа и остаје на снази. Месец дана након његовог закључења, сличан споразум, Општи поступак за пацифичко решавање међународних спорова, закључен је у Женеви, којим се потписнице обавезују да у сваком случају спора оснују комисије за помирење. Потписивањем Литвиновог протокола у Москви 9. фебруара 1929. године, Совјетски Савез и његови западни суседи, укључујући Румунију, пристали су да ставе на снагу Бријан-Келогов пакт без чекања да га ратификују друге западне потписнице. Бесарабско питање је довело до оспоравања споразума између Румуније и Совјетског Савеза, а спор између нација око Бесарабије се наставио. Централне одредбе пакта које се одричу употребе рата и промовишу мирно решавање спорова и употребу колективне силе за спречавање агресије, уграђене су у Повељу Уједињених нација и друге уговоре. Иако су грађански ратови настављени, ратови између успостављених држава били су ретки од 1945. године, са неколико великих изузетака као што је Индо-пакистански рат 1971. и различити сукоби на Блиском истоку.
Практично, Бријан-Келогов пакт није испунио своје примарне циљеве, али је вероватно имао извесног успеха. Он није окончао рат нити зауставио успон милитаризма и није био у стању да одржи међународни мир у наредним годинама. Његово наслеђе остаје као исказ идеализма који су изразили заговорници мира у међуратном периоду. Међутим, то је такође помогло да се избрише правна разлика између рата и мира, јер су потписници, одрекавши се употребе рата, почели да воде ратове без њиховог објављивања, као у јапанској инвазији на Манџурију 1931. године, италијанској инвазији на Абесинију 1935. године, Шпанском грађанском рату 1936, совјетској инвазији на Финску 1939, и немачкој и совјетској инвазији на Пољску.